# Heiter bis tödlich: Fuchs und Gans
Heiter bis tödlich: Fuchs und Gans ist eine deutschsprachige Vorabend-Krimiserie, die zur Reihe Heiter bis tödlich gehört und vom 20. September 2012 bis zum 24. Januar 2013 im Ersten ausgestrahlt wurde. Die Serie umfasst insgesamt 16 Folgen in einer Staffel. Die Serie spielt in Bad Urach an der Schwäbischen Alb.

## Inhalt
Die Journalistin Emily Gans, die in Frankfurt am Main eine Stelle bei einer großen Tageszeitung antreten soll, erbt von ihrer Tante Martha ein Haus, das sich in Bad Urach befindet. Um die Erbangelegenheiten zu regeln, reist Emily Gans nach Bad Urach. Auf dem Rückweg nach Frankfurt wird bekannt, dass die anzunehmende Stelle kurzfristig gestrichen wurde. So lässt sich Emily Gans in Bad Urach nieder und bezieht das geerbte Anwesen. Das Haus muss sie sich mit dem frühpensionierten und kauzigen Kriminalhauptkommissar Urban Fuchs teilen. Emily beginnt als Reporterin für den „Uracher Boten“ zu arbeiten und deckt fortan Verbrechen auf. Der ehemalige Kriminalhauptkommissar unterstützt sie dabei tatkräftig.

## Hintergrund
Die Serie wurde in Bad Urach und auf der Schwäbischen Alb gedreht und ist eine Produktion der teamWorx Television & Film GmbH. Die Dreharbeiten begannen im September 2011.
Noch vor Ausstrahlung aller Folgen wurde bekannt gegeben, dass keine weiteren Folgen der Serie produziert werden.

## Figuren
Emily Gans: Emily Gans wollte nur einen kurzen Abstecher nach Bad Urach machen, um das von ihrer Tante geerbte Haus zu verkaufen. Dort lernt sie den ehemaligen Kriminalhauptkommissar Urban Fuchs kennen, der hier Mietrecht auf Lebenszeit hat und sich nicht vertreiben lässt. Nachdem sie erfahren hat, dass ihre angestrebte Stelle bei der Frankfurter Aktuellen doch nicht für sie eingerichtet wird, lernt sie Herrn Wenz kennen. Dieser engagiert sie für seine Zeitung. Seitdem ermittelt Emily in jedem größeren oder kleineren Fall in Bad Urach.
Mit ihrem Untermieter Urban Fuchs versteht sie sich anfangs nicht so gut, im Laufe der Zeit bessert sich ihr Verhältnis, was aber keiner der beiden so richtig zugeben will.
Urban Fuchs: Der ehemalige Hauptkommissar lebt zusammen mit Emily Gans im Haus ihrer verstorbenen Tante. Dort besitzt er ein Mietrecht auf Lebenszeit. Er redet mit seinen Tieren und kann sie scheinbar auch verstehen. Dies führte dazu, dass er aus dem aktiven Polizeidienst ausscheiden musste und in den Ruhestand geschickt wurde. Er betreibt einen Marktstand. Mit dem Einzug von Emily Gans in das Haus ist er anfangs nicht sehr zufrieden, später beginnt insgeheim eine Freundschaft zwischen den beiden und Urban Fuchs hilft Emily auch immer wieder bei ihren Ermittlungen.
Siegfried Wenz: Wenz ist Herausgeber und Chefredakteur des „Uracher Boten“ und Emily Gans’ Chef. Er hat einen Hang zu reißerischen Schlagzeilen. Bevor Emily zu seiner Zeitung kam, hatte er sich aber darauf beschränkt, nur klischeehaften Kleinstadtjournalismus zu betreiben. Sobald ihm klar wird, dass Emily Recht hat mit ihrer Vermutung, dass mal wieder ein Verbrechen geschehen ist, wittert er eine große Story, die er so gut es geht aufblasen möchte.
Stefan Fuchs: Stefan Fuchs ist der Sohn von Urban Fuchs und Kriminalkommissar bei der örtlichen Polizei. Er vertraut auf die Ansichten von Emily Gans und jene seines Vaters. Er bezieht sie häufig in seine Ermittlungen mit ein. Gegenüber seiner Chefin Evelyn Ackermann hat er einen großen Respekt, widersetzt sich aber trotzdem immer wieder ihren Anordnungen. In Emily Gans hat er sich von Anfang an verguckt, was ihn nicht selten in schwierige Situationen bringt.
Evelyn Ackermann: Sie ist die örtliche Kriminalrätin, ehemalige Vorgesetzte von Urban Fuchs und jetzige Vorgesetzte von Stefan Fuchs. Sie ist entschieden dagegen, die „Zivilisten“ Urban Fuchs und Emily Gans in die jeweiligen Ermittlungen einzuweihen. Auf ihr Drängen hin schied Urban Fuchs aus dem aktiven Dienst aus. Daraus und aus einer gescheiterten Liebesbeziehung entstand eine gewisse gegenseitige Abneigung zwischen Ackermann und Urban Fuchs.
Eberhard „Ebsi“ Eisele: Eisele ist Betreiber des örtlichen Friseursalons und ist durch seine neugierige und gesprächige Art stets über das aktuelle Geschehen innerhalb der Stadt informiert. Er ist einer der wenigen Freunde von Urban Fuchs und freundet sich auch schnell mit Emily Gans an. „Ebsi“ ist homosexuell und erzählt immer wieder von vergangenen, gescheiterten Liebesbeziehungen.
Sibylle Latzel: Sibylle Latzel ist die Sekretärin des „Uracher Boten“. Sie beschäftigt sich während ihrer Arbeitszeiten immer wieder mit ihren Hobbys und Interessen, wie häkeln oder Yoga. Zu ihrem Chef Siegfried Wenz und Emily Gans hat sie ein sehr gutes Verhältnis. Emily hilft sie auch immer wieder mit Informationen über Bad Urach und seine Bewohner aus, wenn diese mal wieder in einem Fall ermittelt.

## Episoden
| Nr. | Titel                           | Erstausstrahlung   | Regie             |
| --- | ------------------------------- | ------------------ | ----------------- |
| 1   | 12 Uhr mittags                  | 20. September 2012 | Imogen Kimmel     |
| 2   | Feuer und Flamme                | 27. September 2012 | Christine Kabisch |
| 3   | Außer Puste                     | 4. Oktober 2012    | Christine Kabisch |
| 4   | Herzrasen                       | 11. Oktober 2012   | Christine Kabisch |
| 5   | Glück im Spiel                  | 18. Oktober 2012   | Imogen Kimmel     |
| 6   | Eierdiebe                       | 25. Oktober 2012   | Imogen Kimmel     |
| 7   | Sternschnuppen                  | 1. November 2012   | Imogen Kimmel     |
| 8   | Die Badende                     | 8. November 2012   | Imogen Kimmel     |
| 9   | Der Papst kommt                 | 15. November 2012  | Jorgo Pavassiliou |
| 10  | Zwilling im Vollmond            | 22. November 2012  | Jorgo Pavassiliou |
| 11  | Schatzilein                     | 6. Dezember 2012   | Jorgo Pavassiliou |
| 12  | Frau Latzel sagt ja             | 13. Dezember 2012  | Jorgo Pavassiliou |
| 13  | Die Marilyn von Bad Urach       | 27. Dezember 2012  | Dietmar Klein     |
| 14  | Frau Mönke reist in die Karibik | 3. Januar 2013     | Dietmar Klein     |
| 15  | Die Erbin                       | 17. Januar 2013    | Dietmar Klein     |
| 16  | Wenn Stefan 2 mal klingelt      | 24. Januar 2013    | Dietmar Klein     |